# Eldrid Lunden

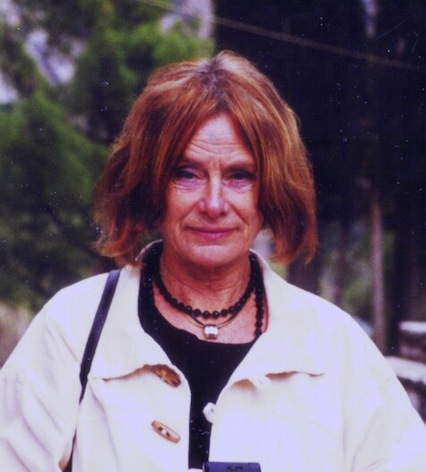
Eldrid Lunden

Eldrid Lunden (* 5. Oktober 1940 in Naustdal) ist eine norwegische Lyrikerin und Professorin für Kreatives Schreiben an der Hochschule Telemark.

## Leben und Werk
Eldrin Lunden begann 1961 ihr Studium in Oslo und arbeitete parallel dazu als Assistentin beim Norwegischen Meteorologischen Institut. 1973 wurde sie Dozentin an der Hochschule Oslo, 1976 Assistenzprofessor an der Hochschule Volda und seit 1996 ist sie an der Hochschule Telemark die erste und auch einzige norwegische Professorin für Kreatives Schreiben. In den 60er Jahren arbeitete sie an der studentischen Literaturzeitschrift Profil mit, die sich „durch die Weiterentwicklung modernistischer Formen auszeichnete und deren erklärte Absicht es war, einen auch politisch motivierten Paradigmenwechsel in der norwegischen Kultur herbeizuführen“. Zeitweise war sie das einzige weibliche Mitglied der Redaktion. Ab 1970 distanzierte sich allmählich von den politischen Aktivitäten der Gruppe und ging ihren eigenen Weg.
1968 veröffentlichte Lunden ihren ersten Gedichtband f.eks juli (z. B. Juli). Ihre Lyrik, oft nur wenige Zeilen lang, ist fast aphoristisch und sehr komprimiert. In ihrer 1975 bis 1977 erschienenen Lyrik-Trilogie Inneringa (Eingekreist), Hard, mjuk (Hart, weich) und Mammy, blue befasst sie sich mit Fragen der Frauenbewegung und Selbstbestimmung. Mammy, blue, ein Blues über die Situation der Frau, bezieht sich auf den Titel eines 1971 erschienenen Songs von Roger Whittaker: „Mammy ist in der Schlagerversion die schwarze Sklavenfrau des 19. Jahrhunderts, die in eine Mutterrolle gezwungen wird, ohne selbst Mutter zu sein. […] Geschildert wird in dem Gedichtzyklus der Weg zunehmender Identitätsbildung.“ In ihrer 2000 erschienenen Veröffentlichung Til Stades (An Ort und Stelle), eine Art Reisejournal, wechseln sich Gedichte mit lyrischer Prosa ab. Sie schrieb auch Essays.
Lunden schreibt in Nynorsk. Ihre Gedichte wurden in viele Sprachen übersetzt. Sie erhielt zahlreiche Auszeichnungen und wurde 2003 Ehrendoktor der Universität Göteborg. Sie war von 1994 bis zu dessen Tod 2014 mit dem zehn Jahre älteren Autor und Literaturwissenschaftler Reidar Ekner verheiratet. Ihre ältere Schwester war die Historikerin und Professorin an der Universität Oslo Kåre Lunden.

## Zitat
„Wohin sollen wir gehen an dem Tag, wenn wir sehen / daß es ein Dort / nicht gibt? Wenn alle Türen gleich sind / offen wie vorher verschlossen, wenn nichts / als ein offener rauschender Raum übrig ist / von all deiner Sehnsucht?“

## Auszeichnungen
- 1982: Nynorsk litteraturpris
- 1984: Sokneprest Alfred Andersson-Ryssts fond
- 1989: Doblougpreis
- 1992: Aschehougprisen
- 1997: Melsom-prisen
- 2000: Brageprisen
- 2000: Amalie Skram-prisen
- 2005: Mads Wiel Nygaards legat
- 2007: Halldis Moren Vesaas-prisen
- 2021: Nordischer Preis der Schwedischen Akademie

## Veröffentlichungen

### Norwegische Originalausgaben
- 1968: F.eks. juli
- 1975: Inneringa
- 1976: Hard, mjuk
- 1977: Mammy, blue
- 1982: Gjenkjennelsen
- 1982: Essays
- 1987: Dikt i utval
- 1989: Det omvendt avhengige
- 1990: Noen må ha vore her før
- 1994: Dikt i samling 1968-1990
- 1996: Slik Sett
- 2000: Til stades
- 2001: Samla dikt, 1968-2000
- 2004: Kvifor måtte Nora gå?
- 2005: Flokken og skuggen
- 2008: Modernisme eller litterær populisme? Eit essay om Arne Garborg og Knut Hamsun○

### Deutschsprachige Veröffentlichungen
- Du mußt dich jetzt entscheiden, Wiedererkennen u. a. In: die horen. Nr. 163: Das Fremde in nächster Nähe. Literatur & Kunst aus Norwegen. Wirtschaftsverlag, Bremerhaven 1991, ISSN 0018-4942.
- Gjenkjennelsen / Wiedererkennen. Aus dem Norwegischen von Hannah Möckel-Riehe. Norske Samlaget, Oslo / Kleinheinrich, Münster 1992, ISBN 3-926608-74-9.
- Gjennomblikk. maleri, grafikk, kunstnerbok, skulptur, installasjon, fotografi, performance / Durchblicke. In: Zu Texten von Eldrid Lunden. (Red.: Gerlinde Creutzburg; Inga Rensch; Übers.: Verena Krusché und Mareike Holfeld). Neues Kunsthaus Ahrenshoop, Edition Hohes Ufer, Ahrenshoop 2000, ISBN 3-934216-07-2.